# Prix Eugène-Adam
Groupe 2
Le prix Eugène-Adam est une course hippique française de plat, qui se court chaque année sur l'hippodrome de Maisons-Laffitte, au mois de juillet.
C'est une épreuve de groupe II réservée aux pur-sang mâles et femelles de trois ans, qui se dispute sur 2 000 mètres. Elle est dotée de 130 000 €.

## Histoire
Créée en 1893, cette épreuve portait d'abord le nom de prix Monarque, d'après ce champion qui fut le père de Gladiateur, le premier cheval français à remporter le Derby d'Epsom. Elle fut renommée de son nom actuel en 1911, en hommage à Eugène Adam (1840-1940), qui fut président de la Société sportive d'Encouragement. Elle a connu plusieurs formules de distance et de parcours.

## Palmarès depuis 1990
| Année | Vainqueur                                                      | Pays                                                           | Père                                                           | Jockey                                                         | Entraîneur                                                     | Propriétaire                                                   | Temps                                                          |
| ----- | -------------------------------------------------------------- | -------------------------------------------------------------- | -------------------------------------------------------------- | -------------------------------------------------------------- | -------------------------------------------------------------- | -------------------------------------------------------------- | -------------------------------------------------------------- |
| 2025  | Daryz                                                          | France                                                         | Sea The Stars                                                  | Mickaël Barzalona                                              | Francis-H. Graffard                                            | S.A. Aga Khan                                                  | 2'09"81                                                        |
| 2024  | Bright Picture                                                 | France                                                         | Intello                                                        | Maxime Guyon                                                   | André Fabre                                                    | Wertheimer & Frère                                             | 2'04"51                                                        |
| 2023  | Horizon Doré                                                   | France                                                         | Dabirsim                                                       | Mickaël Barzalona                                              | Patrice Cottier                                                | Haras de la Gousserie                                          | 2'07"82                                                        |
| 2022  | My Prospero                                                    | Royaume-Uni                                                    | Iffraaj                                                        | Tom Marquand                                                   | William Haggas                                                 | Sunderland Holding Inc.                                        | 2'03"84                                                        |
| 2021  | Pretty Tiger                                                   | France                                                         | Sea The Moon                                                   | Christophe Soumillon                                           | Fabrice Vermeulen                                              | Bernard Giraudon                                               | 2'10"83                                                        |
| 2020  | Course non disputée (confinement dû à la pandémie de Covid-19) | Course non disputée (confinement dû à la pandémie de Covid-19) | Course non disputée (confinement dû à la pandémie de Covid-19) | Course non disputée (confinement dû à la pandémie de Covid-19) | Course non disputée (confinement dû à la pandémie de Covid-19) | Course non disputée (confinement dû à la pandémie de Covid-19) | Course non disputée (confinement dû à la pandémie de Covid-19) |
| 2019  | Headman                                                        | Royaume-Uni                                                    | Kingman                                                        | Jason Watson                                                   | Roger Charlton                                                 | Khalid Abdullah                                                | 2'02"66                                                        |
| 2018  | Gyllen                                                         | France                                                         | Medaglia d'Oro                                                 | Mickaël Barzalona                                              | André Fabre                                                    | Écurie Godolphin                                               | 2'09"74                                                        |
| 2017  | Finche                                                         | France                                                         | Frankel                                                        | Vincent Cheminaud                                              | André Fabre                                                    | Khalid Abdullah                                                | 2'05"00                                                        |
| 2016  | Heshem                                                         | France                                                         | Footstepinthesand                                              | Grégory Benoist                                                | Christophe Ferland                                             | Al Shaqab Racing                                               | 2'00"30                                                        |
| 2015  | Dariyan                                                        | France                                                         | Shamardal                                                      | Christophe Soumillon                                           | Alain de Royer-Dupré                                           | S.A. Aga Khan                                                  | 2'09"30                                                        |
| 2014  | Western Hymn                                                   | Royaume-Uni                                                    | High Chaparral                                                 | William Buick                                                  | John Gosden                                                    | R.J.H. Geffen & R. Hood                                        | 2'07"90                                                        |
| 2013  | Triple Threat                                                  | France                                                         | Monsun                                                         | Pierre-Charles Boudot                                          | André Fabre                                                    | Team Valor                                                     | 2'02"40                                                        |
| 2012  | Bayrir                                                         | France                                                         | Medicean                                                       | Christophe Lemaire                                             | Alain de Royer-Dupré                                           | S.A. Aga Khan                                                  | 2'02"40                                                        |
| 2011  | Pisco Sour                                                     | Royaume-Uni                                                    | Lemon Drop Kid                                                 | Jimmy Fortune                                                  | Hughie Morrison                                                | Michael Kerr-Dineen                                            | 2'06"30                                                        |
| 2010  | Shimraan                                                       | France                                                         | Rainbow Quest                                                  | Gérald Mossé                                                   | Alain de Royer-Dupré                                           | S.A. Aga Khan                                                  | 2'06"20                                                        |
| 2009  | Debussy                                                        | Royaume-Uni                                                    | Diesis                                                         | Jimmy Fortune                                                  | John Gosden                                                    | Princesse Haya de Jordanie                                     | 2'02"80                                                        |
| 2008  | Twice Over                                                     | Royaume-Uni                                                    | Observatory                                                    | Ted Durcan                                                     | Henry Cecil                                                    | Khalid Abdullah                                                | 2'07"80                                                        |
| 2007  | Harland                                                        | Royaume-Uni                                                    | Halling                                                        | Philip Robinson                                                | Michael Jarvis                                                 | Cheikh Mohammed                                                | 2'01"60                                                        |
| 2006  | Flashing Numbers                                               | Allemagne                                                      | Polish Numbers                                                 | Ioritz Mendizabal                                              | Mario Hofer                                                    | Turf Syndikat 2006                                             | 2'00"80                                                        |
| 2005  | Archange d'Or                                                  | France                                                         | Danehill                                                       | Christophe Soumillon                                           | André Fabre                                                    | Édouard de Rothschild                                          | 2'01"30                                                        |
| 2004  | Valixir                                                        | France                                                         | Trempolino                                                     | Éric Legrix                                                    | André Fabre                                                    | Famille Lagardère                                              | 2'07"90                                                        |
| 2003  | Look Honey                                                     | France                                                         | Sadler's Wells                                                 | Yann Lerner                                                    | Carlos Lerner                                                  | Halil Aygun                                                    | 2'02"40                                                        |
| 2002  | Burning Sun                                                    | Royaume-Uni                                                    | Danzig                                                         | Richard Quinn                                                  | Henry Cecil                                                    | Khalid Abdullah                                                | 2'03"60                                                        |
| 2001  | King of Tara                                                   | France                                                         | Fairy King                                                     | Thierry Thulliez                                               | François Doumen                                                | Robert Ng                                                      | 2'04"50                                                        |
| 2000  | Sobieski                                                       | France                                                         | Polish Precedent                                               | Olivier Peslier                                                | André Fabre                                                    | Cheikh Mohammed                                                | 2'10"20                                                        |
| 1999  | Dubaï Millenium                                                | Royaume-Uni                                                    | Seeking The Gold                                               | Lanfranco Dettori                                              | Saeed bin Suroor                                               | Godolphin                                                      | 2'03"60                                                        |
| 1998  | Dr Fong                                                        | Royaume-Uni                                                    | Kris S                                                         | Kieren Fallon                                                  | Henry Cecil                                                    | The Thoroughbred Corp.                                         | 2'02"50                                                        |
| 1997  | Kirkwall                                                       | France                                                         | Selkirk                                                        | Olivier Peslier                                                | André Fabre                                                    | Khalid Abdullah                                                | 2'07"90                                                        |
| 1996  | Radevore                                                       | France                                                         | Generous                                                       | Thierry Jarnet                                                 | André Fabre                                                    | Khalid Abdullah                                                | 2'05"30                                                        |
| 1995  | Royal Solo                                                     | Royaume-Uni                                                    | Sadler's Wells                                                 | Brent Thompson                                                 | Peter Chapple-Hyam                                             | Robert Sangster                                                | 2'08"30                                                        |
| 1994  | Carnegie                                                       | France                                                         | Sadler's Wells                                                 | Thierry Jarnet                                                 | André Fabre                                                    | Cheikh Mohammed                                                | 2'07"60                                                        |
| 1993  | Revelation                                                     | Royaume-Uni                                                    | Thatching                                                      | Tony Cruz                                                      | Richard Hannon                                                 | Cheveley Park Stud                                             | 2'07"60                                                        |
| 1992  | Pollent Count                                                  | Royaume-Uni                                                    | Diesis                                                         | Steve Cauthen                                                  | John Gosden                                                    | Cheikh Mohammed                                                | 2'05"60                                                        |
| 1991  | Arcangues                                                      | France                                                         | Sagace                                                         | Thierry Jarnet                                                 | André Fabre                                                    | Daniel Wildenstein                                             | 2'07"90                                                        |
| 1990  | Dashing Blade                                                  | Royaume-Uni                                                    | Elegant Air                                                    | John Mattias                                                   | Ian Balding                                                    | Jeff Smith                                                     | 2'03"60                                                        |